# Sophie Paléologue
Pour les articles homonymes, voir Zoé.
Sophie Paléologue (initialement Zoé Paléologue) (vers 1455-7 avril 1503) est la nièce du dernier empereur byzantin, Constantin XI et la seconde épouse du grand-prince de Moscou Ivan III.

## Biographie

### Contexte: les Paléologues après la chute de Constantinople
Sophie Paléologue est née dans un contexte de guerre dynastique entre son père, Thomas Paléologue et son oncle Démétrios. Ces derniers ne songent nullement à une contre-attaque destinée à reconquérir Constantinople. Au lieu de s'épauler, ils se combattent, ce qui facilite les attaques ottomanes. En 1458, le sultan Mehmet II entreprend de liquider le Péloponnèse byzantin dont il achève en personne la conquête en 1460. Devant l'avancée des Ottomans, les deux frères adoptent une attitude différente. Démétrios se range du côté ottoman avant que le sultan ait achevé sa conquête.

#### Les Paléologues au nord de la mer Noire
Le dernier vestige byzantin disparaît en Crimée en 1475 : c'est la Principauté de Théodoros, fondée par le thémarque Démètre Paléologue-Gavras dont la descendance, elle aussi se divise, une partie se rangeant du côté ottoman pour sauvegarder leurs avantages. Une cousine de Sophie, Marie Paléologue de Théodoros, transfère ses titres à la principauté de Moldavie en épousant le prince Étienne III de Moldavie. Depuis cette époque, la noblesse roumaine compte des Paléologues parmi ses membres,.

#### Les Paléologues en Italie
Constatant que tout espoir de conserver ses possessions est perdu, Thomas Paléologue quitte le Péloponnèse et rejoint Corfou en avril 1460 où il s'efforce de rallier les États occidentaux à sa cause. Il tente d'abord de se réfugier à Raguse mais les autorités de la ville, craignant le ressentiment du sultan, refusent de l'accueillir. Après des discussions avec la papauté, il gagne l'Italie en 1462 où il se place sous la protection du pape Pie II (1458-1464) : il apporte à Rome les reliques de saint André, reconnu comme le fondateur du siège patriarcal de Constantinople, jusque-là conservées à Patras. Le pape lui décerne le titre de « despote de Morée » qu'il conserve jusqu'à sa mort en 1465. Ses enfants le rejoignent à Rome quelques mois avant sa mort.
Les enfants Paléologue sont pris en charge par le cardinal Basilius Bessarion et sont élevés dans l'esprit de l'Union des Églises. Bessarion est lié à la Morée, qu'il connaît bien pour avoir effectué une partie de ses études à Mistra.
Zoé est le dernier enfant de Thomas Paléologue et de la princesse génoise Catherine Zaccaria. Elle devient par défaut et tardivement dépositaire de l'héritage byzantin après la mort de ses trois aînés, Hélène, André et Manuel. L'intérêt historique s'est concentré autour d'elle après son mariage russe.

### Tentatives d'unions dynastiques
La Chronique de Nikon ainsi que l'Histoire russe de Tatichtchev rapportent que le roi de France et le duc de Milan ont demandé la main de Zoé Paléologue mais que ces prétendants catholiques ont été éconduits car la princesse est demeurée orthodoxe.
Isidore de Kiev essaye de marier Zoé avant la mort de Thomas Paléologue. Ses espoirs se tournent vers la maison de Gonzague de Mantoue. Isidore a plusieurs entrevues avec le marquis Lodovico III qui cherche une épouse pour son fils aîné Federico : le nom de famille de la princesse ainsi que l'éclat de Byzance séduisent le marquis. Ce dernier s'informe sur l'état de la fortune de la famille Paléologue et constate qu'elle survit uniquement grâce à la générosité du pape. Lodovico Gonzague refuse alors la proposition que lui fait le cardinal Bessarion. En 1462, le jeune Federico épouse Marguerite de Bavière, richement dotée.
Une nouvelle alliance est envisagée avec la maison de Lusignan qui règne à Chypre. Il est envisagé de marier Zoé avec le futur Jacques II de Chypre, fils illégitime de Jean II de Chypre et d'une femme grecque de Patras. Après la mort de Jean II en 1458, sa sœur Charlotte est reconnue par le pape Pie II héritière légitime du trône. Les négociations entrent dans l'impasse et sont finalement interrompues en 1467. Jacques II épouse la vénitienne Catherine Cornaro dont la famille a prêté d'importantes sommes aux Lusignan. C'est alors que Bessarion envisage une autre alliance plus intéressante pour la Papauté.

### Mariage avecIvanIII
En 1469, le pape Paul II offre Zoé en mariage au grand-prince Ivan III, en espérant ainsi voir entrer la grande-principauté de Moscou orthodoxe dans le giron catholique. Antoine Bonumbre, l'évêque d'Accia, dirige son escorte pendant le voyage, mais se voit interdire son entrée dans Moscou. Le mariage a tout de même lieu dans la cathédrale de la Dormition de Moscou, au Kremlin, le 12 novembre 1472. Zoé  prend le prénom de Sophie.
Au moment du départ de Zoé en Russie, André Paléologue est toujours considéré comme l'héritier légitime des Paléologues : en témoignent les présents adressés par Ivan III aux frères de Sophie après le mariage de leur sœur. Ils sont d'ailleurs appelés tsarevitchi dans les chroniques russes. Mais, dans le même temps, le Sénat vénitien fait d'Ivan III l'héritier légitime de la dernière dynastie impériale au cas où André mourrait sans héritier.
Les chroniques russes ne mentionnent pas d'influence politique de Sophie Paléologue sur son époux, mais elle fait venir des artistes italiens qui, comme Ridolfo Fioravanti, surnommé Aristote, ont été les architectes de plusieurs cathédrales du Kremlin. Sophie apporta comme dot à la Russie l'aigle bicéphale des Paléologues, faisant de Moscou une « Troisième Rome ». C'est donc à partir de son mariage, en 1472, que la Russie porta l'aigle à deux têtes comme symbole national.
De Maria de Tver, sa première femme, Ivan III avait eu un fils prénommé lui aussi Ivan. Cet Ivan mourut avant son père, mais son fils, Dimitri Ivanovitch, devait hériter de la couronne de Russie. Cependant, Sophie Paléologue intrigua pour que ce soit un fils de sa lignée qui succède à Ivan III. En 1505, Vassili III, fils aîné d'Ivan III et de Sophie, devient effectivement le nouveau souverain de Russie.

## Descendance
De son mariage avec Ivan III sont nés 13 enfants :
- Elena (1474) ;
- Elena (1475) ;
- Théodosie (1475-?) ;
- Hélène de Moscou (19 mai 1476 - 1513) : épouse d'Alexandre Ier Jagellon ;
- Vassili III (25 mars 1479 - 27 octobre 1505) : grand-prince de Vladimir et de Moscou ;
- Iouri Ivanovitch (ru) (23 mars 1480 - 8 mars 1536) : prince de Dmitrov ;
- Dimitri Jilka (ru) (6 octobre 1481 - 14 février 1521) : prince d'Ouglitch ;
- Eudoxie (février 1483 - 8 février 1513) : épouse le Khan Tatar Koudaï-Koul (ru), connu sous son nom de baptême Pierre Ibrahimovitch ;
- Elena (8 avril 1484 - ?) ;
- Théodosie (29 mai 1485 - 26 juin 1518) : épouse le voïvode Vassili Kholmski (ru) ;
- Siméon Ivanovitch (ru) (21 mars 1487 - 26 juin 1518) : prince de Kalouga ;
- Andréï Ivanovitch (5 août 1490 - 11 décembre 1537) : prince de Staritsa et de Volokolamsk.